# Андрощук Василь Овер'янович
Васи́ль Овер'я́нович Андрощу́к (нар. 26 лютого 1948) — народний депутат України 1-го скликання.

## Біографія
Народився 26 лютого 1948 року в селі Пиляї, Шепетівський район Хмельницької області, УРСР, в селянській родині, українець. Освіта вища, закінчив Українську сільськогосподарська академія, за спеціальністю інженер-механік.
1965 — тракторист колгоспу «Поділля» Шепетівського району
1966 — студент Української сільськогосподарської академії.
Головний інженер колгоспу «Україна», села Телешівка, Рокитнянський район Київської області та колгоспу імені Леніна, села Митниця, Васильківський район Київської області.
1976 — головний інженер управління сільського господарства Іванківського району Київської області.
Керівник районного ВО з виробничо-технічного забезпечення сільського господарства.
Заступник голови районного агропромислового об'єднання по механізації та автотранспорту.
Голова правління колгоспу-агрофірми «Здвиж».
Член КПРС.
Висунутий кандидатом у народні депутати виборцями села Обуховичі Іванківського району Київської області.
11 квітня 1993 року обраний народним депутатом України (1-й тур, 3 претенденти).
- Київська область
- Іванківський виборчий округ № 219
- Дата прийняття депутатських повноважень: 21 квітня 1993 року.
- Дата припинення депутатських повноважень: 10 травня 1994 року.

Член Комісії ВР України з питань Чорнобильської катастрофи.
Кандидат у народні депутати України XIII скликання Верховної Ради, висунутий СелПУ (2-й тур — 26.76 %, 2-е місце, 8 претендентів).
Одружений, має двох дітей.